# Distretto di Rosario
Il distretto di Rosario è uno degli otto distretti della  provincia di Acobamba, in Perù. Si trova nella regione di Huancavelica.